# Henryk Janikowski
Henryk Janikowski (* 22. November 1954 in Wałbrzych) ist ein ehemaliger polnischer Fußballspieler. Der 1,82 Meter große Janikowski spielte die Position des Stürmers und absolvierte drei Länderspiele für die polnische Fußballnationalmannschaft und erzielte zwei Tore.
In Polen spielte er für Górnik Wałbrzych, Cracovia und FKS Stal Mielec, bevor er seine Karriere in der US-amerikanischen North American Soccer League ausklingen ließ. Er ist Vater des American-Football-Spielers Sebastian Janikowski.